# Astragalus andrasovszkyi
Astragalus andrasovszkyi är en ärtväxtart som beskrevs av Joseph Friedrich Nicolaus Bornmüller. Astragalus andrasovszkyi ingår i släktet vedlar, och familjen ärtväxter. Inga underarter finns listade i Catalogue of Life.